# Palacio de Arolsen

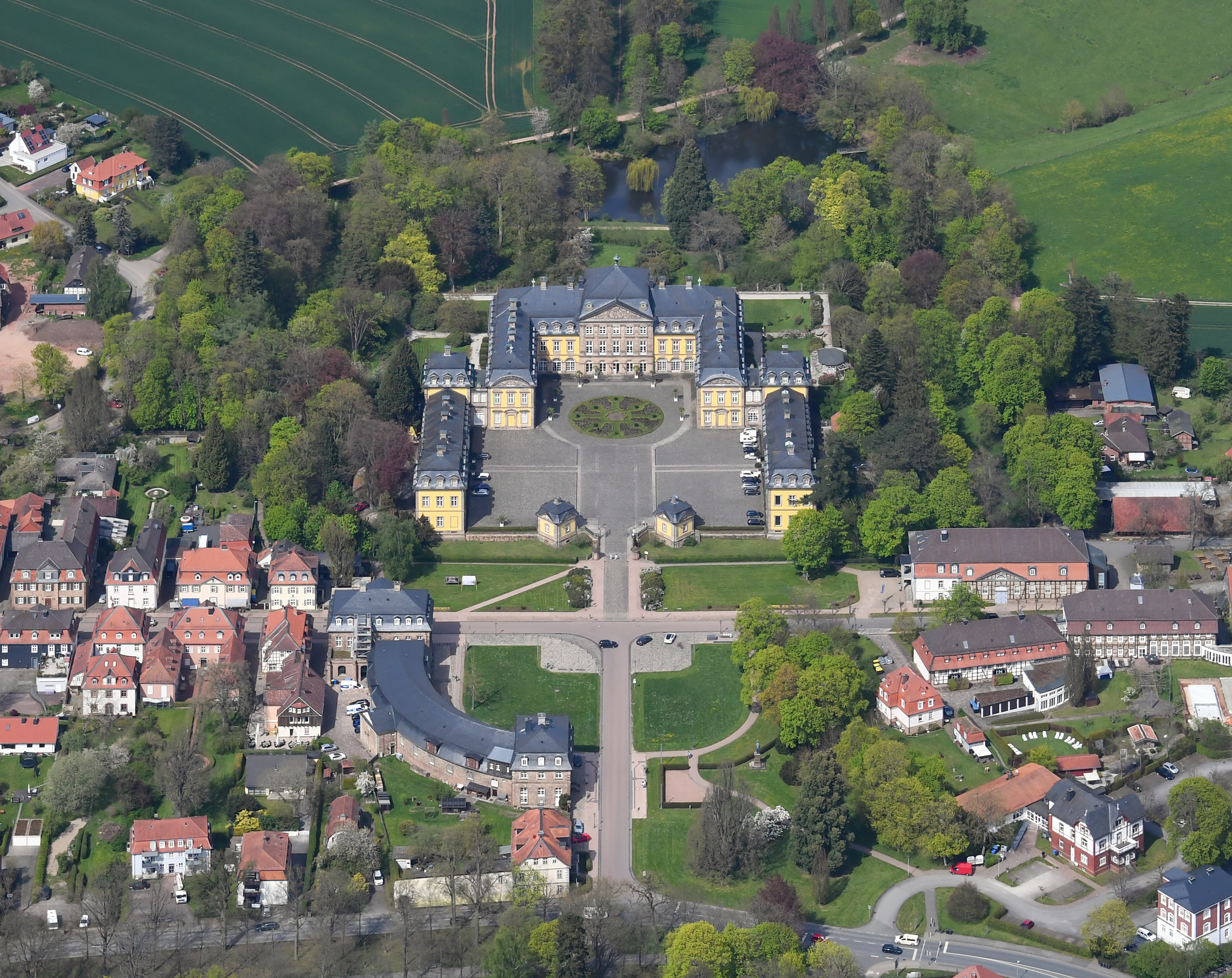
Vista aérea del palacio residencial de Arolsen.

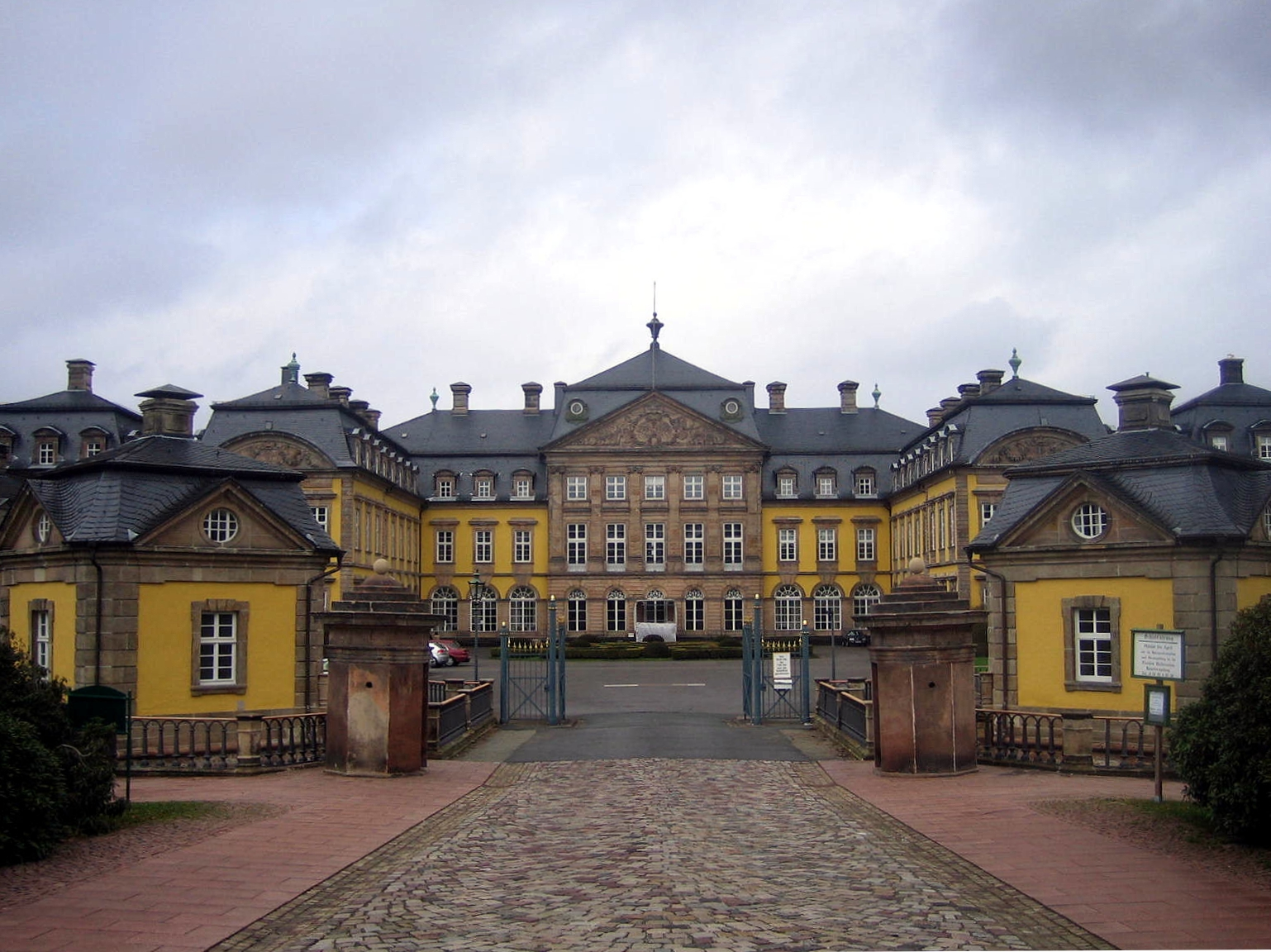
Palacio de Arolsen.

El palacio residencial de Arolsen (del alemán: Residenzschloss Arolsen) es un palacio barroco en Bad Arolsen, Hesse, Alemania. Ha servido de sede familiar de los Waldeck-Pyrmont. Fue el lugar de nacimiento de la reina consorte Emma de los Países Bajos.

## Historia
Construido a principios del siglo XVIII, el edificio principal se concluyó en 1728, pero pasaron décadas hasta que estuvo completamente amueblado y listo para ser habitado.
Construida en 1840, la "Librería de la Corte del Principado de Waldeck" todavía contiene al parecer toda la literatura del siglo XVIII en relevantes campos del conocimiento. La colección se centra en geografía, historia, literatura universal y militaria.

## Presente
El palacio es ahora un museo y todavía está habitado por la familia Waldeck y Pyrmont.